# SER Oriente
SER Oriente es una emisora de radio, asociada a la Cadena SER, que da cobertura al concejo de Llanes y a la comarca del oriente de Asturias. 
SER Oriente fue gestionada por Difusión Oriental, S.L., hoy por Grupo Radio Asturias. La emisora comenzó a emitir, con su denominación actual, el 10 de septiembre de 2012.
Anteriormente, y desde hace casi 30 años, utilizaba el nombre comercial Radio Antena Norte.

## Dirección
- Fundador:  Anselmo J. Carrera de Caso
- Director:  Rubén Riaño (Grupo Radio Asturias)

## Frecuencia
Frecuencia de SER Oriente:
- SER Oriente (Llanes): 91.5 MHz –FM

## Programación local y autonómica
La programación de SER Oriente (2021) es la siguiente:
- Informativos regionales (L-V): de 06:50 a 07:00 h y de 07:50 a 08:00 h (Ángel Fabián)
- Informativos comarcales (L-V):  07,20 a 07,30 y de 08,20 a 08,30 h (Ángel Fabián)
- Hoy por Hoy Asturias: 12,20 a 13,00 h (J. M. Echever)
- Hoy por Hoy Oriente: 13,05 a 14,00 h (Almudena Iglesias)
- Hora 14 Asturias: de 14:05 a 14:30 h (Pablo Canga y, fines de semana, con Silvia Rúa)
- SER Deportivos Asturias:  15,20 a 16,00 h (Cali González)
- La Ventana de Asturias: (L-V) 19.20 a 19.40 h (Guillermina Caso)
- Hora 25 Asturias (L-V): 20:25 a 20:30 h (Josu Alonso)
- Informativo Matinal (S-D):08:50 a 09:00 h ( Silvia Rúa)
- A vivir que son dos días Asturias:  Matinal fines de semana (S-D) 12 a 13 h (Begoña Natal)
- Boletines informativos regionales (L-V), de unos dos minutos de duración, a las 10:03, 11:03, 16:03, 17:03 y 18:03 h.